# 北緯22度線

アフリカでは、北緯22度線がエジプトとスーダンの国境の大部分になっている。東の部分は係争中である。

北緯22度線（ほくい22どせん）は、地球の赤道面より北に22度の角度を成す緯線。アフリカ、アジア、インド洋、太平洋、北アメリカ、カリブ海、大西洋を通過する。
アフリカでは、北緯22度線がエジプトとスーダンの国境の大部分になっている。
この緯度の下では、夏至点時の可照時間は13時間29分で、冬至点時は10時間47分である。

## 通過する地域一覧
北緯22度線は、本初子午線から東に向かって以下の場所を通っている。
| 地理座標                                               | 国土・領土・領海                            | 備考                                                                                               |
| ------------------------------------------------------ | ------------------------------------------- | -------------------------------------------------------------------------------------------------- |
| 北緯22度0分 東経0度0分 / 北緯22.000度 東経0.000度      | アルジェリア                                | |
| 北緯22度0分 東経9度21分 / 北緯22.000度 東経9.350度     | ニジェール                                  | |
| 北緯22度0分 東経15度11分 / 北緯22.000度 東経15.183度   | チャド                                      | |
| 北緯22度0分 東経19度4分 / 北緯22.000度 東経19.067度    | リビア                                      | |
| 北緯22度0分 東経25度0分 / 北緯22.000度 東経25.000度    | エジプトと スーダンの国境                   | |
| 北緯22度0分 東経31度19分 / 北緯22.000度 東経31.317度   | スーダン                                    | 国境はナセル湖で北へ迂回する。この部分はワジハルファ突出と呼ばれる。                               |
| 北緯22度0分 東経31度24分 / 北緯22.000度 東経31.400度   | エジプトと スーダンの国境                   | |
| 北緯22度0分 東経33度10分 / 北緯22.000度 東経33.167度   | エジプトとビル・タウィールの境界            | ビル・タウィールは、エジプトとスーダンに囲まれているが、どこの国も領有権を主張していない。         |
| 北緯22度0分 東経34度5分 / 北緯22.000度 東経34.083度    | ハラーイブ・トライアングルと スーダンの境界 | ハラーイブ・トライアングルはエジプトとスーダンの双方が領有権を主張し、エジプトが実効支配している。 |
| 北緯22度0分 東経36度52分 / 北緯22.000度 東経36.867度   | 紅海                                        | |
| 北緯22度0分 東経38度56分 / 北緯22.000度 東経38.933度   | サウジアラビア                              | |
| 北緯22度0分 東経55度40分 / 北緯22.000度 東経55.667度   | オマーン                                    | |
| 北緯22度0分 東経59度39分 / 北緯22.000度 東経59.650度   | インド洋                                    | アラビア海                                                                                         |
| 北緯22度0分 東経69度10分 / 北緯22.000度 東経69.167度   | インド                                      | グジャラート州 - カーティヤワール半島                                                              |
| 北緯22度0分 東経72度14分 / 北緯22.000度 東経72.233度   | インド洋                                    | カンバート湾                                                                                       |
| 北緯22度0分 東経72度30分 / 北緯22.000度 東経72.500度   | インド                                      | グジャラート州 マディヤ・プラデーシュ州 チャッティースガル州 オリッサ州 西ベンガル州               |
| 北緯22度0分 東経89度5分 / 北緯22.000度 東経89.083度    | バングラデシュ                              | ガンジスデルタ（英語版）のいくつかの島                                                             |
| 北緯22度0分 東経90度41分 / 北緯22.000度 東経90.683度   | インド洋                                    | ベンガル湾                                                                                         |
| 北緯22度0分 東経91度53分 / 北緯22.000度 東経91.883度   | バングラデシュ                              | |
| 北緯22度0分 東経92度36分 / 北緯22.000度 東経92.600度   | インド                                      | 約3km                                                                                              |
| 北緯22度0分 東経92度38分 / 北緯22.000度 東経92.633度   | ミャンマー                                  | |
| 北緯22度0分 東経92度53分 / 北緯22.000度 東経92.883度   | インド                                      | 約4km                                                                                              |
| 北緯22度0分 東経92度56分 / 北緯22.000度 東経92.933度   | ミャンマー                                  | 約5km                                                                                              |
| 北緯22度0分 東経92度58分 / 北緯22.000度 東経92.967度   | インド                                      | 約3km                                                                                              |
| 北緯22度0分 東経93度0分 / 北緯22.000度 東経93.000度    | ミャンマー                                  | |
| 北緯22度0分 東経99度59分 / 北緯22.000度 東経99.983度   | 中華人民共和国                              | |
| 北緯22度0分 東経101度37分 / 北緯22.000度 東経101.617度 | ラオス                                      | |
| 北緯22度0分 東経102度29分 / 北緯22.000度 東経102.483度 | ベトナム                                    | |
| 北緯22度0分 東経106度41分 / 北緯22.000度 東経106.683度 | 中華人民共和国                              | 広西チワン族自治区 (約4km)                                                                         |
| 北緯22度0分 東経106度44分 / 北緯22.000度 東経106.733度 | ベトナム                                    | 約6km                                                                                              |
| 北緯22度0分 東経106度48分 / 北緯22.000度 東経106.800度 | 中華人民共和国                              | 広西チワン族自治区 広東省                                                                          |
| 北緯22度0分 東経113度22分 / 北緯22.000度 東経113.367度 | 南シナ海                                    | |
| 北緯22度0分 東経113度44分 / 北緯22.000度 東経113.733度 | 中華人民共和国                              | マカオの約12km南にある万山諸島（広東省）の島を通過                                                 |
| 北緯22度0分 東経113度50分 / 北緯22.000度 東経113.833度 | 南シナ海                                    | |
| 北緯22度0分 東経114度8分 / 北緯22.000度 東経114.133度  | 中華人民共和国                              | 香港の約20km南にある万山諸島（広東省）の島を通過                                                   |
| 北緯22度0分 東経114度13分 / 北緯22.000度 東経114.217度 | 南シナ海                                    | |
| 北緯22度0分 東経120度41分 / 北緯22.000度 東経120.683度 | 中華民国                                    | 台湾（ 中華人民共和国が領有権を主張）                                                              |
| 北緯22度0分 東経120度52分 / 北緯22.000度 東経120.867度 | 太平洋                                      | 中華民国・蘭嶼（ 中華人民共和国が領有権を主張）の南を通過                                          |
| 北緯22度0分 西経160度6分 / 北緯22.000度 西経160.100度  | アメリカ合衆国                              | ハワイ州 ニイハウ島                                                                                |
| 北緯22度0分 西経160度3分 / 北緯22.000度 西経160.050度  | 太平洋                                      | |
| 北緯22度0分 西経159度46分 / 北緯22.000度 西経159.767度 | アメリカ合衆国                              | ハワイ州 カウアイ島                                                                                |
| 北緯22度0分 西経159度21分 / 北緯22.000度 西経159.350度 | 太平洋                                      | メキシコ・マリアス諸島（英語版） San Juanito島の北を通過                                           |
| 北緯22度0分 西経105度39分 / 北緯22.000度 西経105.650度 | メキシコ                                    | |
| 北緯22度0分 西経97度43分 / 北緯22.000度 西経97.717度   | メキシコ湾                                  | |
| 北緯22度0分 西経84度36分 / 北緯22.000度 西経84.600度   | キューバ                                    | |
| 北緯22度0分 西経84度0分 / 北緯22.000度 西経84.000度    | カリブ海                                    | バタバノ湾 - キューバ・青年の島の北を通過 · Cazones湾 - キューバ・サパタ半島（英語版）の南を通過   |
| 北緯22度0分 西経80度23分 / 北緯22.000度 西経80.383度   | キューバ                                    | |
| 北緯22度0分 西経77度38分 / 北緯22.000度 西経77.633度   | 大西洋                                      | バハマの島の間を通過 タークス・カイコス諸島北カイコス島（英語版）の北を通過                        |
| 北緯22度0分 西経16度52分 / 北緯22.000度 西経16.867度   | 西サハラ                                    | モロッコが領有権を主張                                                                             |
| 北緯22度0分 西経13度4分 / 北緯22.000度 西経13.067度    | モーリタニア                                | |
| 北緯22度0分 西経6度13分 / 北緯22.000度 西経6.217度     | マリ                                        | |
| 北緯22度0分 西経0度9分 / 北緯22.000度 西経0.150度      | アルジェリア                                | |